# بلة السفلى (الملاح)

تعديل مصدري - تعديل

بلة السفلى هي إحدى قرى عزلة الملاح بمديرية الملاح التابعة لمحافظة لحج، بلغ تعداد سكانها 208 نسمة حسب تعداد اليمن لعام 2004.